# SN 2011dh
SN 2011dhとは、子持ち銀河と呼ばれるM51に出現した超新星である。

## 発見
2011年5月31日にトム・レイランド (Tom Reiland)、トーマス・グリーガ (Thomas Griga)、アメデ・リウ (Amedee Riou)、ステファン・ラモット・ベイリー (Stephane Lamotte Bailey)によって発見された。SN 2011dhは、2つのグループが独立にそれぞれ発見した。

## 明るさ
SN 2011dhは、視等級が最大で12.0等級まで明るくなった超新星である。これは2011年中に出現した超新星の中では最も明るい。絶対等級は-17.3等級となる。地球から比較的近い位置にあるため、後述するとおり恒星の進化を考えるための研究の対象となった。詳しい光度変化の計測のために、5月30日から6月1日にかけてのM51の写真を一般に募集したことがある。

## 超新星のタイプ
SN 2011dhはスペクトル分析によって、主要成分が水素からヘリウムへと移行した、IIb型超新星であることがわかっている。これは、超新星爆発を起こした元の恒星が、爆発前に水素で出来た外層をほとんど失っていることを示している。このタイプの超新星爆発にはSN 1993Jがあるが、SN 1993Jと比べてSN 2011dhはより見かけの等級が明るい。また、同じIIb型と推定されているSN 1993JとSN 2008axとのスペクトルの類似性が認められている。

## SN 2011dhに関する研究
元々の恒星は、視等級が21.8等級の黄色超巨星である。黄色超巨星は恒星の進化の途中にある不安定な状態であり、恒星が重力崩壊を起こして超新星爆発を起こすような最終段階にあると、質量が軽い場合は赤色超巨星、重い場合は青色の小さな恒星のどちらかの状態で爆発すると考えられている。このため、SN 2011dhは、黄色超巨星の伴星か、偶然見かけの位置が同じ無関係な場所での、青色の小さな恒星の超新星爆発を見ているだけという説もあった。しかし、観測された光度曲線を流体力学的計算によってモデル化した結果、青色の小さな恒星よりも、黄色超巨星の方がより理論値と測定値が一致する事がわかった。これは、黄色超巨星が超新星爆発を起こした初めての証拠である。
IIb型超新星となるには、水素で構成された恒星の外層が失われている必要があるが、外層を失うメカニズムには、自身の恒星風によって吹き飛ばされるものと、伴星に剥がされるものの2つがある。前者の場合、恒星の質量が最低でも太陽の25倍の質量を持っている必要があるが、計算されたモデルでは失われた質量を加えても25倍に届かないことがわかった。また、観測当初は太陽の18倍から24倍の質量を持つという説もあった。このため、後者の伴星によって外層が剥ぎ取られたものが最も説明できるものである。計算では、質量が太陽の16倍と10倍の恒星が125日周期で公転していると、黄色超巨星に進化し、外層が剥がされた後に超新星爆発を起こす様子を再現することができた。このモデルでは、IIb型のスペクトル変化も説明できる。また、伴星は高温になって紫外線を大量に放出するタイプの恒星となるため、可視光ではそれほど明るく無く、また黄色超巨星から1秒角以内と離れていないため、これまで伴星が見えないことも説明できる。超新星残骸が飛び散った後に、伴星が青色の領域で見つかる可能性もあり、仮に見つかれば、理論の正しさに対する有力な証拠となる。この超新星残骸は、元々M51が秒速600kmで後退するのに逆らって、地球に向かって秒速1万7600kmで移動しているように見えている。
2013年3月、SN 2011dhをハッブル宇宙望遠鏡が観測し、爆発前より明るさが暗くなっていることが確認された。すなわち、超新星爆発を起こした天体が、確かに黄色超巨星であることが確認された。これにより、黄色超新星が超新星爆発を起こすことが確定した。
2014年9月、カブリ数物連携宇宙研究機構のガストン・フォラテリ特任研究員らは、ハッブル宇宙望遠鏡を用いた観測により、SN 2011dhが出現した場所に明るい青色の星を発見した。この観測によって予想が裏付けられたことから、黄色超巨星が超新星爆発を起こしたことが確実となった。

## その他
M51では、SN 2011dhの前に、1994年4月2日に発生したSN 1994I(Ic型)と2005年6月28日に発生したSN 2005cs(II型)が発見されている。1つの普通の銀河では、平均して30年から50年に1回の割合で発生すると考えられているのを踏まえると、これはかなり多い割合である。